# Tadeusz Drozda

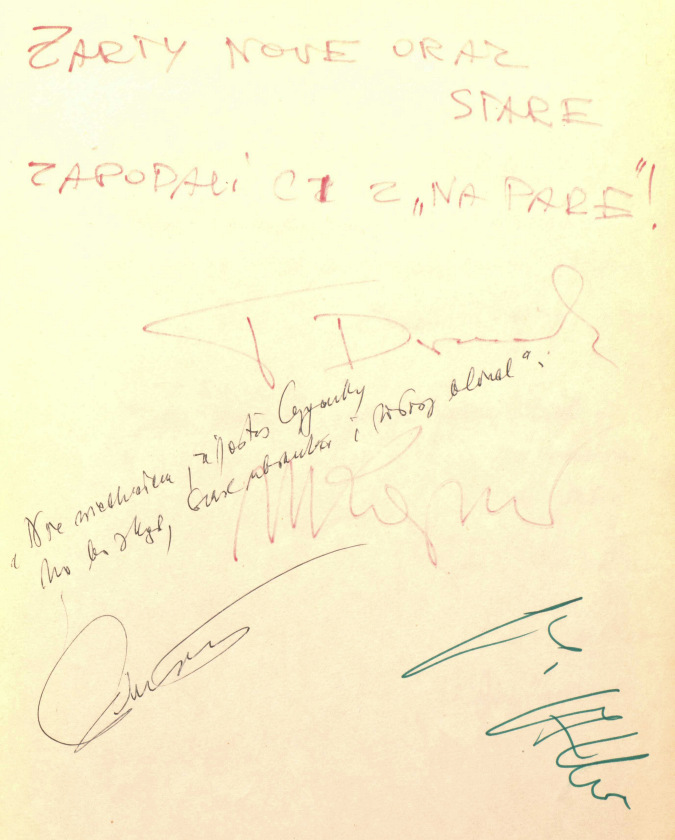
Wpis kabaretu "Na parę", tj. Tadeusza Drozdy i Władysława Komara do Kroniki Klubu Związków i Stowarzyszeń Twórczych, 06.12.1980 r.

Tadeusz Ryszard Drozda (ur. 3 kwietnia 1949 w Brzegu Dolnym) – polski satyryk, komik, standuper, aktor i konferansjer.

## Życiorys
Absolwent Politechniki Wrocławskiej, inżynier elektryk o specjalizacji wysokie napięcia.
Debiutował w stworzonym przez siebie i Jana Kaczmarka wrocławskim kabarecie Elita. W latach 70. XX w. rozpoczął współpracę z Telewizją Polską. W latach 90. był twórcą i prezenterem programu Dyżurny Satyryk Kraju w Polsacie, a od maja 1994 do grudnia 2004 prowadził również program Śmiechu Warte w TVP1, talk-show Herbatka u Tadka emitowany w TVP2 i TV Polonia.
Autor i kompozytor wielu piosenek, m.in. „Parostatek” wykonywanej przez Krzysztofa Krawczyka.
Były felietonista Angory, Życia Warszawy, Super Expressu i Nowego Dnia.
Jesienią 2008 prowadził ponownie program Dyżurny Satyryk Kraju, tym razem na antenie telewizji TV7 Szczecin, gdzie prezentował spostrzeżenia na temat rzeczywistości społeczno-politycznej. Natomiast od grudnia 2014 roku do lipca 2019 prowadził program Drozda na weekend na antenie Superstacji, gdzie przeprowadzał wywiady z zaproszonymi gośćmi.

## Odznaczenia
Odznaczony Krzyżem Kawalerskim Orderu Odrodzenia Polski (8 listopada 2000) i Złotą Odznaką Honorową Wrocławia.

## Życie prywatne
Syn Kazimierza i Janiny z d. Bułynko. Ma dwóch braci – Stanisława (wykładowcę na Uniwersytecie Warmińsko-Mazurskim w Olsztynie) i Jerzego (właściciela firmy zajmującej się obsługą techniczną imprez estradowych). Jego bratem ciotecznym jest aktor Cezary Żak (ich matki były rodzonymi siostrami). W 1972 ożenił się z Ewą, z którą ma trzy córki: Małgorzatę, Joannę i Ewę.

## Filmografia
- 1975: Zaklęte rewiry jako kelner
- 1986: Komedianci z wczorajszej ulicy jako mgr Stanisław Bogacki
- 1999: Świat według Kiepskich jako on sam
- 2010: Samo życie jako bogaty mężczyzna

## Dyskografia
| Rok  | Tytuł                 | Informacje                                             |
| ---- | --------------------- | ------------------------------------------------------ |
| 1985 | Sekscesy              | - Wydawca: Sonus - Format: MC                          |
| 1989 | Bara Bara Show        | - Wydawca: Polskie Nagrania Muza - Format: MC, LP      |
| 1996 | Kraj największych jaj | - Wydawca: L.J.M. Green Star - Format: MC              |
| 1999 | Prywatka u Tadka      | - Wydawca: PolyGram Polska, Fan Music - Format: MC, CD |